# Tokio Jokio
Tokio Jokioは、1943年にアメリカで公開された『ルーニー・テューンズシリーズ』のアニメーション短編映画である。監督はノーマン・マッケイブ。第二次世界大戦中に制作されたプロパガンダ・アニメの1つ。日本のニュース映画を模していた。メル・ブランクが全登場人物の声優を務めた。

## プロット

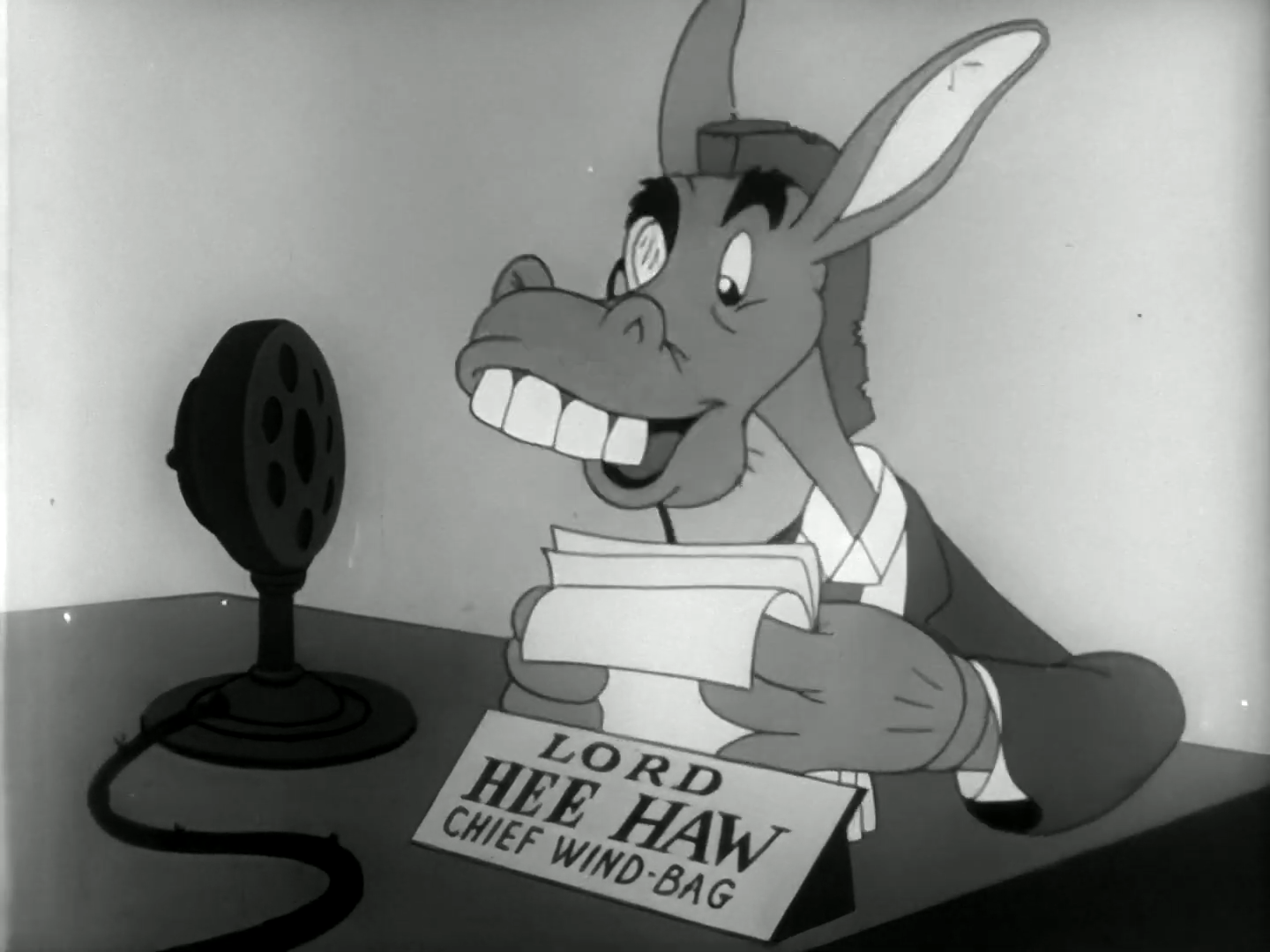
ヒーハー卿

本作は「鹵獲された日本のニュース映画フィルム」という体裁を取っている。冒頭、スタッフやタイトルが表示された後、「これは敵から鹵獲されたフィルムである。ジャパナチ(Japanazi)の悪質なプロパガンダの好例と言えよう」とのナレーションが流れてから、その「鹵獲されたフィルム」の再生が始まる。
まずは1羽の雄鶏を背景に、『週間ニッポニュース』(NIPPONEWS OF THE WEEK)のタイトルが表示される。雄鶏は鳴き声を出す風に息を吸い込んだかと思うと、その中から出っ歯で眼鏡のハゲワシが現れて背後に旭日旗が浮かぶ。
最初のニュースは民間防衛に関してである。ナレーターは日本の「先進的な」防空警報システムの紹介を始める。ちょうど防空演習が始まってサイレンが響き渡るが、その音は2人の男が互いの尻に針を刺しあって上げている悲鳴なのだ。続いて映しだされた聴音哨は文字通りの鍵穴が開けられた柱で、防空監視要員(aircraft spotter)は飛行機に斑模様を描いている。ナレーターは防火本部の紹介に移ろうとしたものの、カメラを移動させると本部は既に焼け落ちていた。続いて焼夷弾に対する対応方法の紹介が始まる。最初に「投下後5秒以内の焼夷弾に近寄ってはならない」という文字が表示される。それを読んだ男は懐中時計を取り出して5秒間数え、「OK」とつぶやくと焼夷弾の炎でソーセージを焼き始める。しかし直後に焼夷弾は爆発。地面に空いた爆弾穴からは帽子や眼鏡だけが出てきて、「Oh, rosing face, prease! Rosing face!」と叫ぶ。
「キッチンヒント」(Kitchen Hints)のコーナーでは、料理教室の講師であるトージョー教授(Prof.Tojo)が「日本式のクラブサンドイッチ(club sandwich)」を作るという。トージョー教授はまずパンの配給切符を2つに切り分け、肉の配給切符をそれで挟む。そのサンドイッチを食べた後、「食後にクラブをどうぞ」と棍棒(club)で自分の頭を殴る。
「スタイル・ショー」(style show)のコーナーでは、新しい「日本のビクトリー・スーツ」(Japanese victory suit)の紹介が始まる。それは「カフス無し」(no cuffs)、「プリーツ無し(no pleats)」、「ラペル無し(no lapel)」と紹介され、最後の「服無し(no suit)」の声と共にカメラが動くと下着姿で震えている男が映し出される。
次に始まるスポーツニュースでは、日本の「ハエ叩きの王(king of swat)」と呼ばれる野球選手がトロフィーを得た旨が紹介される。ふと近くを飛ぶハエを見つけたその選手はハエ叩きを振るうものの、勢い良く空振りした上、ハエ叩きをハエに取り上げられ殴りつけられてしまう。その後、ハエがトロフィーを持ちさってしまう。
「ヘッドライン・パーソナリティ」(Headline Poisonalities)のコーナーでは、まずはヤマモト提督が執務机越しに挨拶する。彼は話しながら画面左へと歩いてゆくが、机を離れると竹馬に乗っているのが見える。ヤマモト提督は「ホワイトハウスの平和は我々に決定権がある(will dictate peace time in the White House)」と語るが、ここで編集部注のメモが画面に挟まれる。そこには「ヤマモト提督ご予約の部屋」と書かれており、メモが退けられると電気椅子が置かれた死刑執行室が映し出されてショパンの葬送行進曲の一節が流される。次に「ホンマ将軍が、日本の将校は空襲下でもいかに冷静沈着に振る舞えるかをお見せしましょう」とナレーションが入る。しかし映しだされているホンマ将軍はパニックになって木にぶつかりながら走り回った挙句、倒れている幹に飛び込んで隠れようとする。ホンマ将軍が穴から顔を出すと、その隣からスカンクも顔を出す。ところがスカンクはホンマ将軍の息の臭さに驚いてガスマスクをかぶってしまう。
「枢軸国からの速報」(Flashes from the Axis)では、まずドイツ・ベルリンからの速報が入る。ヒーハー卿(Lord Hee Haw)が伝えるところによると、「総統は海外の友人から手紙を受け取った」との事。ここでアドルフ・ヒトラー宛の葉書が映されるが、裏返すと捕虜収容所の写真と「ぜひご一緒に」の言葉、そしてルドルフ・ヘスの署名があった。続いて画面はイタリア・ローマに移る。「多くの遺跡で知られるローマに新たな遺跡が加わった」とのナレーションに続き、ごく最近破壊された廃墟の上に座ってヨーヨーをするベニート・ムッソリーニが映し出される。
次は日本海軍に関する報道が始まる。陸軍分列行進曲を背景に、「建造期間を3週間も短縮した」というナレーションと共に大きな潜水艦が海底を航行する様子が映し出される。しかしその潜水艦の後ろ半分は未完成で何人もの作業員が未だに工具を振るっている。そして画面外に出た途端に大爆発してしまう。続いて「潜水艦内の水兵らは実に複雑な機器を扱っている」というナレーションが入って艦内で作業する水兵らの様子が映し出されるが、カメラがズームすると彼らは艦内カジノで遊んでいるだけであった。海中をゆく人間魚雷（甲標的）乗員への取材では、「彼らは危険など気にしない」というナレーションの直後、乗員が「ここから出してくれ！」と大声で叫ぶ。
続いて画面は海上へ移る。航空機は空母から巨大な投石器(catapult)で撃ちだされ、さらに新型の降着装置として機体の下に小さな三輪車(tricycle)を吊るして着陸する。続いて紹介された空母(aircraft carrie)も、その文字通り単に飛行機の残骸を運ぶ船で、掃海艇(mine sweeper)は文字通りホウキで機雷を退けている。そして誤って触れた機雷が爆発して掃海艇は沈没し、「遺憾な出来事があった」と書かれたブイが浮かび上がる。ここでエンディングに移る。

## 作中の描写について
本作は明確な反日プロパガンダ映画である。その為、作中の日本人は非常に差別的な描かれ方をしている。全ての日本人は眼鏡や出っ歯などのステレオタイプを強調して描かれている。また礼儀正しさのイメージを「すいません」(please)、「遺憾ながら」(regrettable)、「名誉ある」(honorable)といった単語の極端な多用で揶揄している。台詞の頭に「Ooo's」を付けたり、RとLの発音をあえて取り違えるなどの描写も多い。
また、ギャグそのものは英語の両義性による駄洒落が多い。